# Julius Finke

Julius Finke

Julius Finke (* 29. Juni 1880 in Bremen; † 9. Dezember 1947 in Herford) war ein sozialdemokratischer Politiker.

## Leben und Wirken
Der Vater von Finke war Maurer, er selbst erlernte nach der Volksschule das Tischler- und Schreinerhandwerk. Im Jahr 1903 trat er den freien Gewerkschaften und 1904 der SPD bei. Bis 1911 arbeitete Finke als Tischlergeselle. Danach war er Lagerhalter für den Konsumverein Herford. Zwischen 1914 und 1918 war Finke Soldat. Anschließend war er bis 1920 wieder beim Konsumverein in Herford beschäftigt. Danach war Finke bis 1933 Parteisekretär ebenfalls in Herford.
Von 1919 bis 1924 war er zunächst Stadtverordneter und danach bis 1933 Magistratsmitglied in Herford. Von 1930 bis 1933 war er Mitglied des Reichstages.
Zu Beginn der nationalsozialistischen Herrschaft war er mehrfach inhaftiert. Er wurde am 1. März 1933 im Herforder Zellentrakt auf Grund der Reichstagsbrandverordnung in Schutzhaft genommen.
Im Jahr 1944 wurde er erneut im Rahmen der Aktion Gitter festgenommen.
Sein Sohn war der Musiker und Instrumentenbauer Helmut Finke.